# Milionia websteri
Milionia websteri är en fjärilsart som beskrevs av Rothschild 1897. Milionia websteri ingår i släktet Milionia och familjen mätare. Inga underarter finns listade i Catalogue of Life.